# O'Hare (métro de Chicago)
Pour les articles homonymes, voir O'Hare.
La station O'Hare est le terminus nord de la ligne bleue du métro de Chicago. C'est une station de métro avec deux plates-formes insulaires et trois voies, située sous le terminal de l'aéroport international O'Hare dans le secteur de O'Hare à 27 km au nord-ouest du secteur financier du Loop (Downtown Chicago).
La station est connectée à l'Airport Transit System (ATS), une navette automatique desservant l'enceinte de l'aéroport. Long de 4 km et fonctionnant 24 heures par jour, l'ATS relie les quatre aérogares et les parcs de stationnement les plus éloignés.

## Histoire
La station a été ouverte le 4 septembre 1984 selon les plans de l'architecte Helmut Jahn du célèbre cabinet de Chicago Murphy/Jahn afin de terminer le tronçon de la O'Hare Branch. À l'origine, l'extension vers O'Hare devait être construite afin que la ligne puisse être facilement étendue au-delà de l'aéroport international O'Hare vers la ville de Schaumburg, en banlieue nord-ouest.
Elle fut conçue dans un style postmoderne caractéristique. Le quai, sans colonnes, est pavé de béton et les murs sont construits en blocs de verre ondulés et rétroéclairés. La mezzanine est conçue pour imiter le fuselage d'un avion. O'Hare, d'une conception unique pour le métro de Chicago a remporté deux prix d'architecture : l'AIA National Honor Award en 1987 et l'AEN Presidential Design Award en 1988. 
Cependant, la construction fut précipitée sous l'impulsion de la maire de Chicago Jane Byrne afin qu'elle soit terminée au moment des élections. La conception de la station même revue prit du retard et c'est finalement le successeur de Jane Byrne, le maire de Chicago Harold Washington qui inaugura la station.
Le 24 mars 2014 vers 4h50 du matin (heure locale), une rame arrive trop vite sur la voie centrale, percute le butoir et s'encastre dans les escaliers mécaniques causant des dégâts matériels importants. Aucun mort ne fut déploré mais une trentaine de blessés,.

## Description
Située sous le parking des terminaux 1, 2 et 3, la station O'Hare est desservie par des rames régulières toutes les 2 à 7 minutes aux heures de pointe. Le trajet jusqu'au secteur financier du Loop dure environ 40 minutes. C'est la station la plus à l'ouest du réseau de métro de Chicago. C'est également la seule station sans coordonnées géographiques du réseau, le seul terminus souterrain et le seul terminal sans correspondance directe avec les bus de la Chicago Transit Authority (CTA).
O'Hare constitue également l'un des trois terminaux du réseau de métro de Chicago (les autres étant Dempster-Skokie sur la ligne jaune et Cottage Grove sur la ligne verte) à ne pas avoir de gare de triage qui lui est attribuée (la gare de triage étant située à Rosemont, un arrêt situé juste à l'est).
Pendant les 28 premières années d'exploitation de la station, les passagers payaient le même tarif d'entrée que dans n'importe quelle autre station du réseau. Un tarif majoré a été imposé aux passagers de O'Hare en janvier 2013, seuls les passagers achetant des billets aller simple devaient s'acquitter de ce supplément ; en juillet de la même année, ce supplément a également été appliqué à la plupart des autres passagers (ceux utilisant Ventra ou une carte Ventra Plus). Les employés de l'aéroport O'Hare sont exemptés de ce supplément. O'Hare est la seule station du réseau à appliquer un tel supplément. Midway, une station sur la ligne orange qui dessert l'aéroport international Midway (le deuxième aéroport international de Chicago), n'applique pas ce supplément car elle est également une importante gare de correspondance par bus et est accessible à pied depuis les environs.

## Desserte
Une rame part toutes les deux minutes de O'Hare en heure de pointe pour sept minutes en heure creuse et les week-ends. Un trajet jusque Clark/Lake prend environ 45 minutes. La station est connectée à l'Airport Transit System (ATS) qui dessert les terminaux à l'intérieur de l'enceinte de l'aéroport.

| Nord/Ouest            |  |                      |  | Sud/Est                   |
| --------------------- |  | -------------------- |  | ------------------------- |
|                       |  | ligne bleue terminus |  | Rosemont vers Forest Park |
| modifier sur Wikidata |  |                      |  |                           |

## Correspondances

### Airport Transit System
- Système de métro automatique reliant les différents terminaux et parkings de l'aéroport.

### Bus Pace
- #250 Dempster Street
- #330 Manneheim-LaGrange Roads

### Metra
- #North Central Service

## Galerie

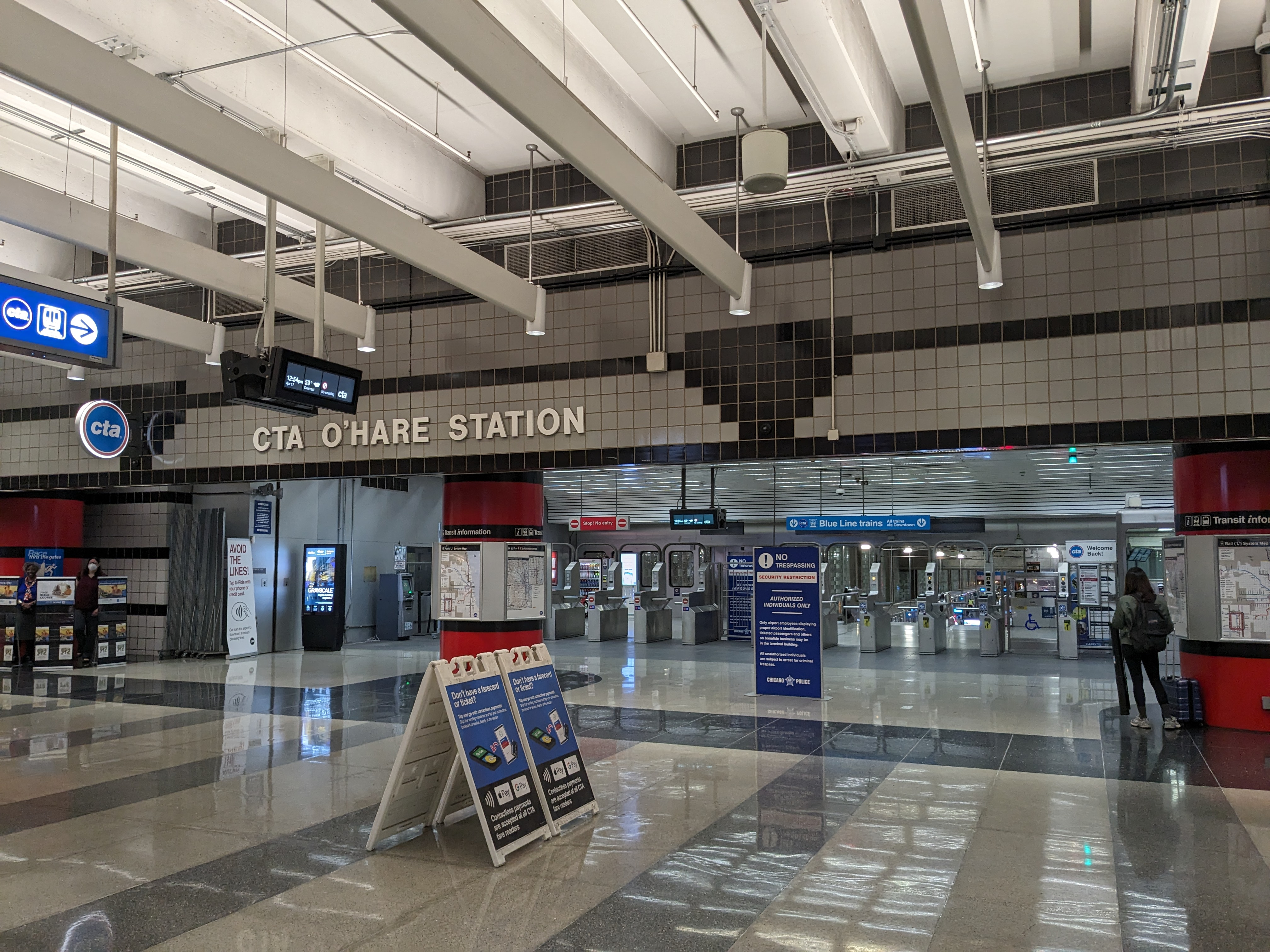
Entrée.
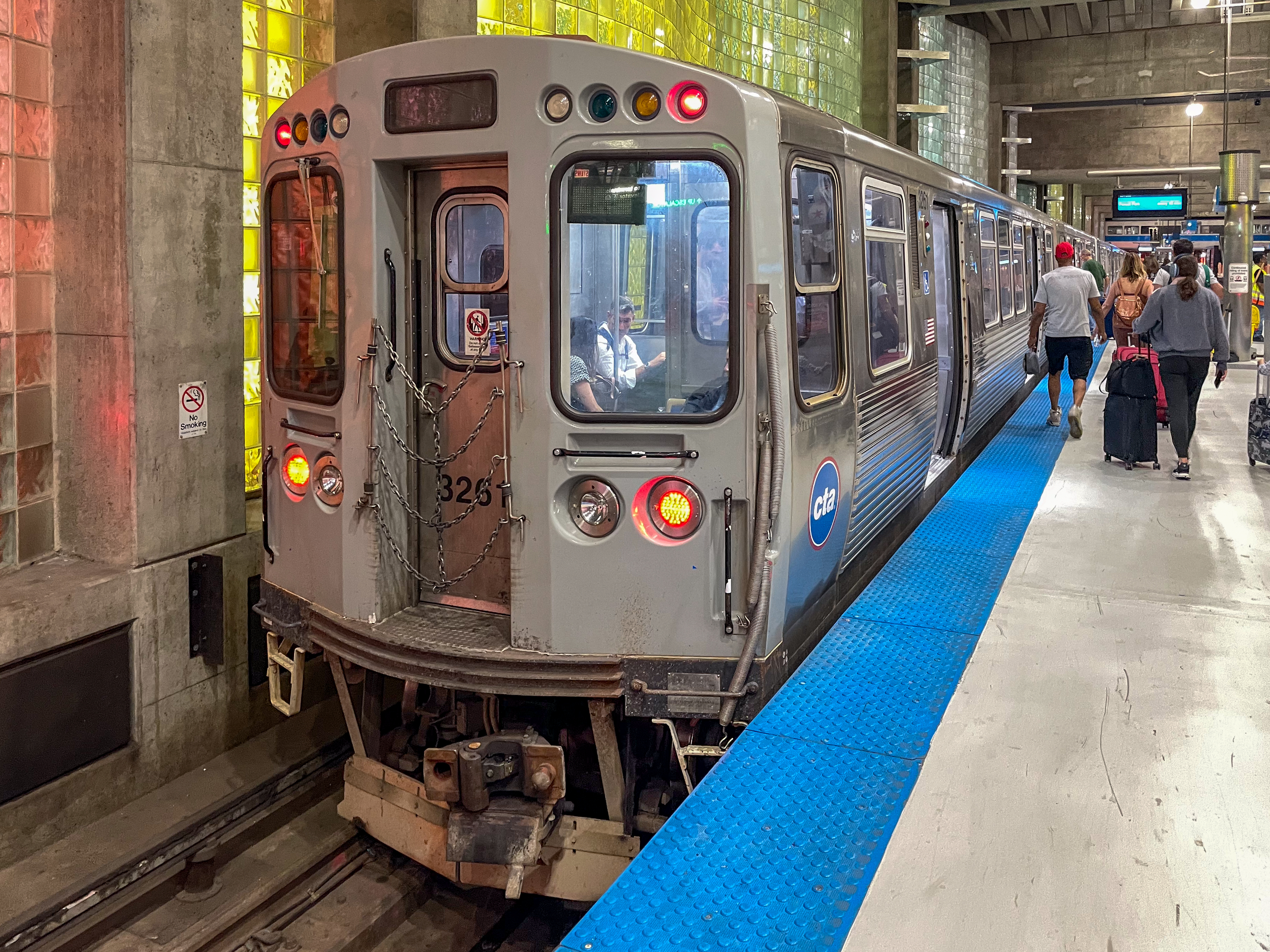
Rame en station.
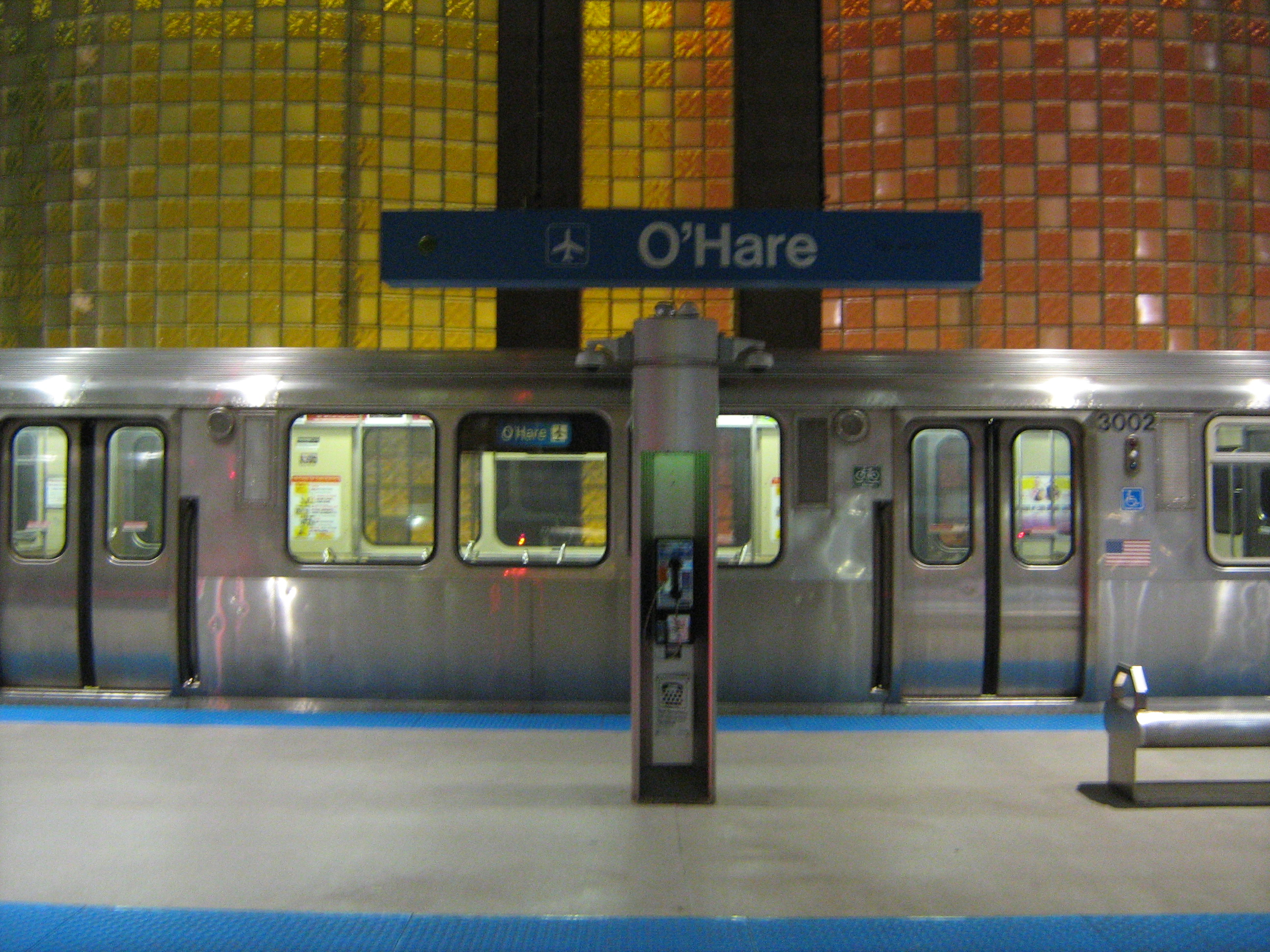
Panneau.